# بيت بايل
بيت بايل (بالدنماركية: Beate Bille)‏ هي ممثلة دنماركية، ولدت في 17 نوفمبر 1976 في الدنمارك في مملكة الدنمارك.

## أعمال

### أفلام
- (2007) جزيرة الأرواح المفقودة

## وصلات خارجية
- بيت بايل على موقع IMDb (الإنجليزية)
- بيت بايل على موقع ألو سيني (الفرنسية)
- بيت بايل على موقع أول موفي (الإنجليزية)
- بيت بايل على موقع قاعدة بيانات الأفلام السويدية (السويدية)
- بيت بايل على موقع قاعدة بيانات الفيلم (الإنجليزية)
- بيت بايل على موقع كينوبويسك (الروسية)